# Associação Brasileira de Agências de Publicidade
A ABAP | Espaço de Articulação Coletiva do Ecossistema Publicitário, fundada em 1° de agosto de 1949, é uma associação civil, de direito privado, sem fins lucrativos ou políticos, de caráter empresarial. Sua função é representar as agências associadas a ela com relação aos interesses do mercado publicitário. O conjunto de todas as agências associadas à Abap representa 78% de todo investimento em publicidade feito no Brasil, e envolve 3.200 profissionais e 4.100 clientes. É regida por um Estatuto próprio além de contar com uma diretoria formada por publicitários.

## História
Em 23 de fevereiro de 1949, onze agências de propaganda assinaram um convênio que buscava fixar normas padrão de relacionamento entre agências de propaganda e jornais, revistas e estações de rádio. O documento baseou-se em normas similares da American Association of Advertising Agencies, fundada em 4 de junho de 1917 nos Estados Unidos. O texto foi adaptado à realidade brasileira por Armando Moraes Sarmento, Aldo Xavier da Silva, Armando D’Almeida e Augusto de Ângelo.